# Austin Miles
Austin Miles (...) è uno scrittore e pastore protestante statunitense.

## Biografia
Pastore cristiano fondamentalista, ha scritto Don't Call Me Brother e Setting the Captives Free per la Prometheus Books di Buffalo.
Le tesi di Miles, fortemente contrarie al cristianesimo organizzato, sono state causa di controversie.

## Opere
- (con Grace Davis), The Real Ringmaster, New Leaf Pr, 1980 ISBN 0892210796
- Don't Call Me Brother, Prometheus Books, 1989, ISBN 0879755075
- Setting the Captives Free, Prometheus Books, 1990, ISBN 0879756179